# 司馬達等
司馬 達等（しば だっと・しば たちと・しば の たちと・しめ たちと、生没年不詳）は、飛鳥時代の人物。氏姓は鞍部村主（くらつくりのすぐり）あるいは鞍師首。

## 出自
『日本書紀』雄略天皇条に記載される鞍部堅貴の一族。

## 経歴
日本に仏教が公に伝わる（仏教公伝）以前から仏教を信仰していたとされる。『扶桑略記』によると、522年（継体天皇16年）2月に日本に渡来し、大和国高市郡坂田原に草堂を結び、本尊を安置し帰依礼拝したという。
584年（敏達天皇13年）播磨国で高麗からの渡来僧で還俗していた恵便に、娘の嶋（善信尼）とその弟子2人を出家させたという。崇仏派の蘇我馬子が邸宅内に仏殿を建立し、請来した弥勒仏を安置した際には、仏舎利を献上し、また法会を開催したとされる。585年に排仏派の物部守屋は達等を面罵し、善信尼ら3人の法衣を剥奪して監禁したとされる。